# PMEPA1
PMEPA1 (англ. Prostate transmembrane protein, androgen induced 1) – білок, який кодується однойменним геном, розташованим у людей на короткому плечі 20-ї хромосоми. Довжина поліпептидного ланцюга білка становить 287 амінокислот, а молекулярна маса — 31 609.
| 10         |  | 20         |  | 30         |  | 40         |  | 50         |
| ---------- |  | ---------- |  | ---------- |  | ---------- |  | ---------- |
| MHRLMGVNST |  | AAAAAGQPNV |  | SCTCNCKRSL |  | FQSMEITELE |  | FVQIIIIVVV |
| MMVMVVVITC |  | LLSHYKLSAR |  | SFISRHSQGR |  | RREDALSSEG |  | CLWPSESTVS |
| GNGIPEPQVY |  | APPRPTDRLA |  | VPPFAQRERF |  | HRFQPTYPYL |  | QHEIDLPPTI |
| SLSDGEEPPP |  | YQGPCTLQLR |  | DPEQQLELNR |  | ESVRAPPNRT |  | IFDSDLMDSA |
| RLGGPCPPSS |  | NSGISATCYG |  | SGGRMEGPPP |  | TYSEVIGHYP |  | GSSFQHQQSS |
| GPPSLLEGTR |  | LHHTHIAPLE |  | SAAIWSKEKD |  | KQKGHPL    |  |            |

A: Аланін

C: Цистеїн

D: Аспарагінова кислота

E: Глутамінова кислота

F: Фенілаланін

G: Гліцин

H: Гістидин

I: Ізолейцин

K: Лізин

L: Лейцин

M: Метіонін

N: Аспарагін

P: Пролін

Q: Глутамін

R: Аргінін

S: Серин

T: Треонін

V: Валін

W: Триптофан

Кодований геном білок за функцією належить до інгібіторів передачі внутрішньоклітинних сигналів. 
Задіяний у таких біологічних процесах, як убіквітинування білків, альтернативний сплайсинг. 
Локалізований у мембрані, апараті гольджі, ендосомах.